# زایمکا
زایمکا (انگلیسی: Zaimka) یک شهرک در شهرستان دووانسکی در استان باشقیرستان کشور روسیه است.